# Коковский, Анджей
Анджей Ян Коковский (пол. Andrzej Jan Kokowski; род. 1953, Злотув, Польша) — археолог, профессор с 2000 года, доктор наук. Специалист по доримскому и римскому железному веку, по племенам: готы, вандалы и сарматы. До 2014 года — директор Института археологии в Университете Марии Склодовской-Кюри в Люблине.

## Биография
Впервые принимал участие в раскопках в школе. Окончил университет имени Адама Мицкевича в Познани.
Вёл раскопки поселения готов в деревнях Грудек и Масломенч в гмине Хрубешув. Стипендиат Фонда Александра фон Гумбольдта.
Опубликовал 355 публикации, 16 книг.
В 2014 году награждён Орденом Возрождения Польши.